# Нури Зангир, Али Фаез оглы
Али Фаез оглы Нури Зангир (азерб. Əli Faez oğlu Nuri Zangir; перс. علی نوری‎; 2 января 1996, Кередж) — иранский и азербайджанский футболист, полузащитник таджикистанского клуба «Файзканд». Выступал за юношеские сборные Ирана и Азербайджана.

## Биография
Али Нури Зангир родился 2 января 1996 года в столице иранского остана Альборз, городе Кередж. Начал заниматься футболом в возрасте 7 лет в родном городе. До 11 лет выступал в разных возрастных категориях футбольного клуба «Поора Техран». Первым тренером был Фархад Дадаши. В 2014 году вместе с семьей переехал в Азербайджан, где получил местное гражданство, сохранив при этом гражданство Ирана.

## Клубная карьера

### Иран

#### «Фулад»
С 2008 по 2014 года выступал в различных возрастных категориях (до 15, 16, 17 и 18 лет) иранского клуба «Фулад», представляющего город Ахваз, остана Хузестан. В сезоне 2012/13 годов, в составе команды U-18 стал победителем чемпионата Ирана в данной возрастной категории.

### Азербайджан

#### «Нефтчи»
После переезда в 2014 году в Азербайджан, был привлечен в молодёжный состав ПФК «Нефтчи» до 19 лет, где провел более 3 месяцев. Не сумев получить трансферный лист из иранской команды «Фулад», в течение двух лет довольствовался индивидуальными тренировками.

#### «Кяпаз»
В феврале 2017 года подписал годичный профессиональный контракт с клубом Премьер-лиги ПФК «Кяпаз», в составе которого провел целый сезон. Дебютировал в основном составе гянджинцев 9 февраля 2017 года в выездном матче XVII тура против команды «Сумгаит». Сыграл первые 24 минуты игры и был заменен.

#### «Сабах»
Сезон 2017—2018 годов провел в Первом Дивизионе в составе команды «Сабах». Вышел на поле в 26 играх, забив при этом в ворота соперников 3 гола. Сыграл также в матчах Кубка Азербайджана.

### Оман

#### «Аль-Талийя»
Приехав в 2019 году в Оман, подписал в сентябре месяце контракт с клубом первой лиги «Аль-Талия» из города Сур. Пробыл в клубе 3,5 месяца, до января 2020 года. Провел за это время 12 игр, забив 2 мяча.

#### «Самаил»
После ухода из команды «Аль-Талия», подписывает годовой контракт с другим представителем первой лиги, командой «Самаил». По итогам сезона, команда завоевывает серебряные медали чемпионата в группе «Б». Али выходит на поле в 7 матчах.

## Карьера в сборной

### Иран

#### U-17
В составе юношеской сборной Ирана до 17 лет принимал участие в международном футбольном турнире в российском городе Санкт-Петербург, среди сборных до 19 лет — мемориале Валентина Гранаткина.

### Азербайджан

#### U-19
После приезда в 2014 году в Баку и принятия азербайджанского гражданства, в том же году был привлечен к селекционным сборам сборной Азербайджана до 19 лет, после окончания которых участвовал в нескольких товарищеских матчах.

#### U-21
В 2017 году Али Нури Зангир был призван в состав молодёжной сборной Азербайджана до 21 года. В 2018 году принял участие в двух международных турнирах, прошедших в турецком курортном городе Анталья. Провел всего 4 игры и отметился одним забитым голом.

## Статистика выступлений

### Клуб
| № | Сезон     | Лига            | Клуб             | Страна            | Игр | Голов | Игр в запасе |
| - | --------- | --------------- | ---------------- | ----------------- | --- | ----- | ------------ |
| 1 | 2013/2014 | Дублеры         | «Нефтчи» (до 19) | Флаг Азербайджана | 0   | 0     | 0            |
| 2 | 2016/2017 | Премьер-Лига    | «Кяпаз»          | Флаг Азербайджана | 4   | 0     | 0            |
| 3 | 2017/2019 | Первый Дивизион | «Сабах»          | Флаг Азербайджана | 26  | 3     | 0            |
| 4 | 2019/2020 | Первая лига     | «Аль-Талия»      | Флаг Омана        | 7   | 0     | 0            |
| 5 | 2020-н.в. | Первая лига     | «Самаил»         | Флаг Омана        | 12  | 2     | 0            |

### Сборная
| № | Годы      | Сборная | Страна            | Игр | Голов | Игр в запасе |
| - | --------- | ------- | ----------------- | --- | ----- | ------------ |
| 1 | 2012      | До 17   | Флаг Ирана        | 3   | 0     | 0            |
| 2 | 2014      | До 19   | Флаг Азербайджана | 0   | 0     | 0            |
| 3 | 2017/2018 | До 21   | Флаг Азербайджана | 4   | 1     | 0            |

## Достижения

### Командные
«Фулад»
- Победитель чемпионата Ирана среди U-18 (1): 2012/2013[15]
- Итого: 1 трофей

 «Самаил»
- Победитель Первой лиги Омана (группа Б) (1): 2019/2020
- Итого: 1 трофей